# Borsszem Jankó (folyóirat)

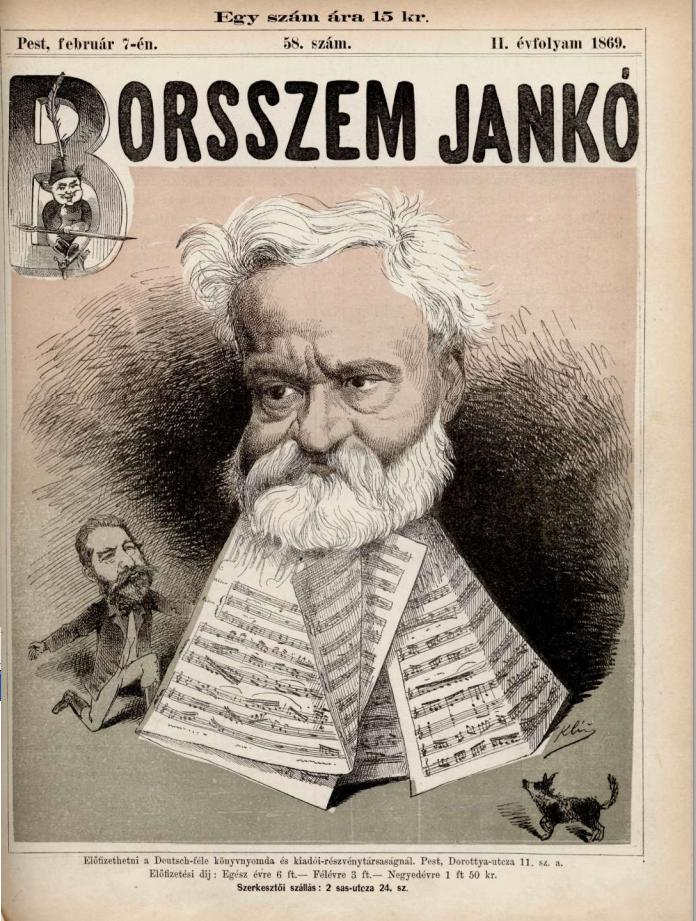
A Borsszem Jankó című élclap 1869. február 7-ei 58. számának címlapja, Erkel Ferenc karikatúrájával

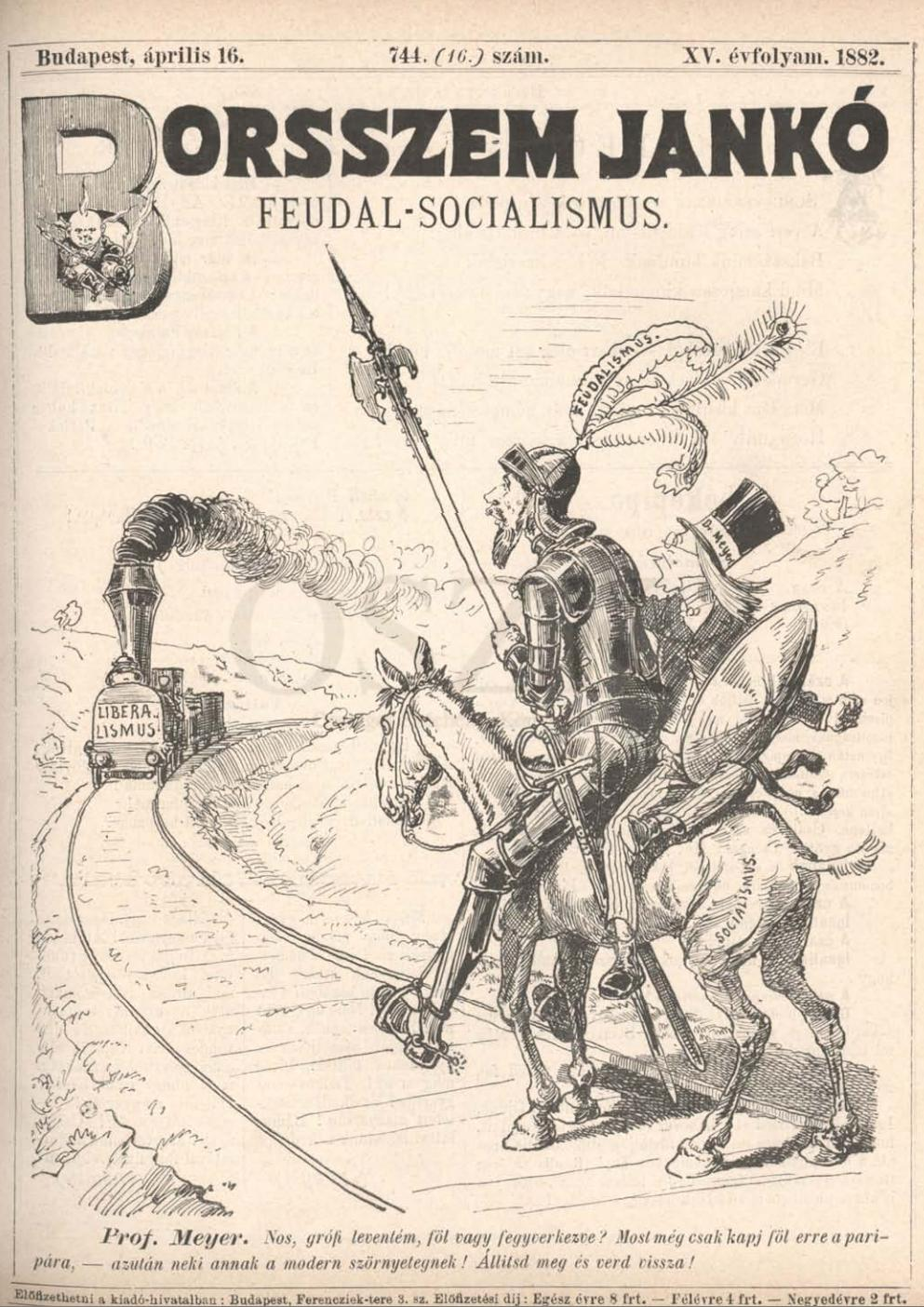
A Borsszem Jankó címlapja, 1882. április 16.

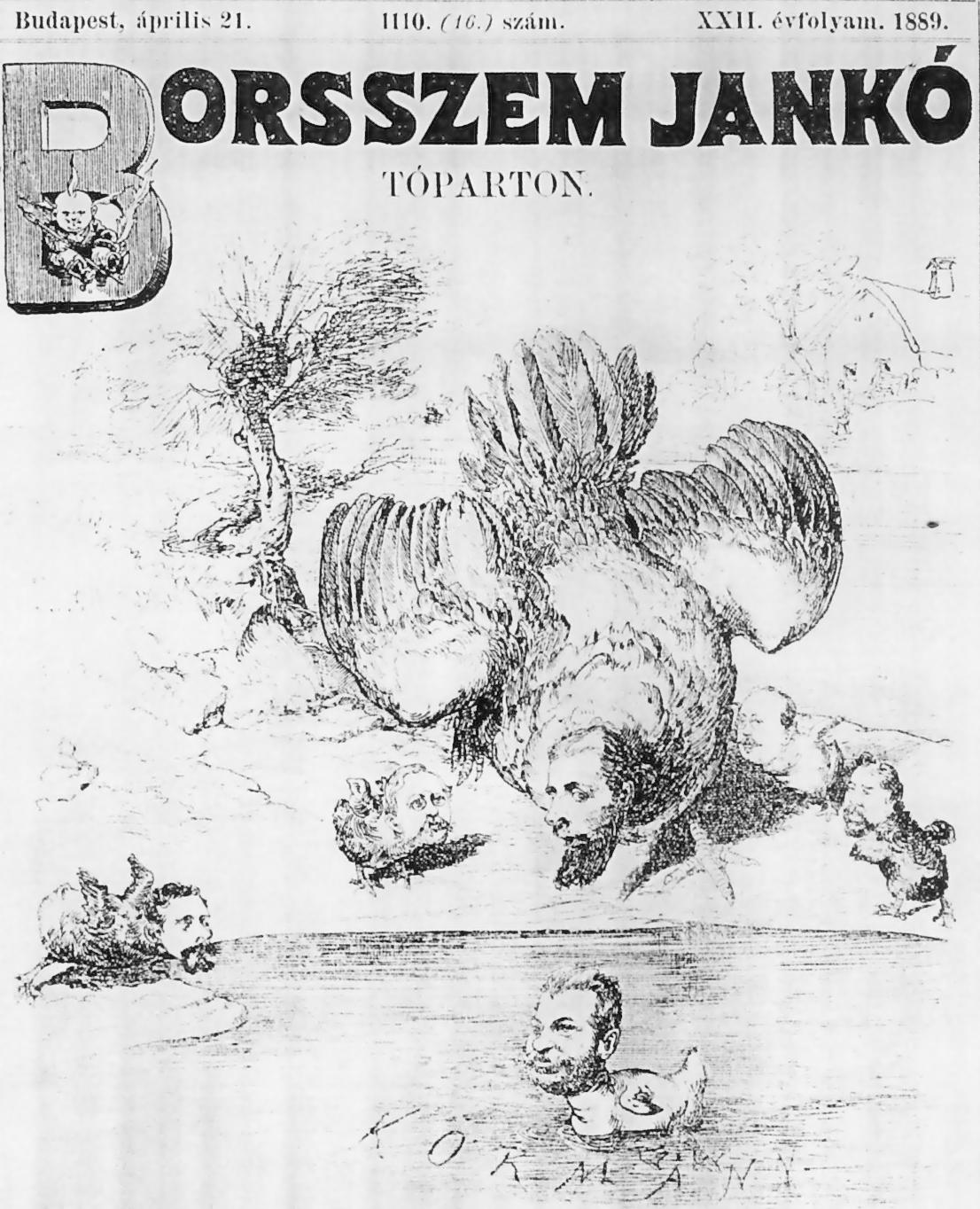
A Borsszem Jankó címlapja, 1889. április 21.

A Borsszem Jankó egy politikai élclap volt, mely 1868 és 1938 között jelent meg Budapesten. Célközönsége elsősorban a városi nagypolgárság, leginkább a pesti zsidóság volt. A korszak élclapjai közt a legnagyobb sikert érte el kétezres példányszámával, ami időnként még efölé is emelkedett.

## Története

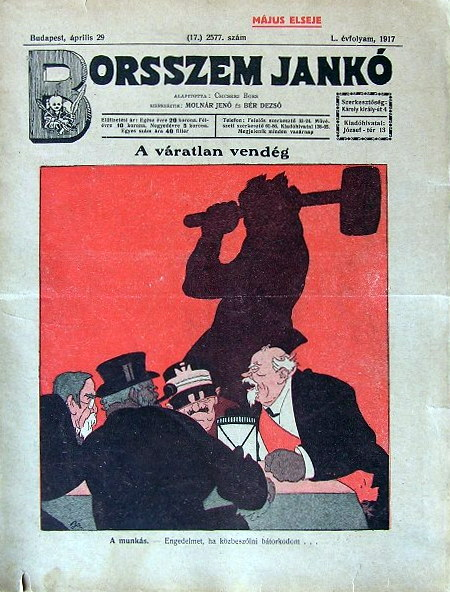
1917-es címlap

1868. január 5-én jelent meg először Ágai Adolf szerkesztésében, aki egyben a lap alapítója is, és aki Csicseri Bors álnéven publikált a lapban.
1873-tól fogva az Atheneum adta ki. Ágai Adolf mellett 1904-ben rövid ideig Heltai Jenő, majd 1905 októberétől 1910-ig Lipcsey Ádám volt a szerkesztője, akinek halála után Molnár Jenő szerkesztette a lapot. A legelső számokban Vas Gereben, Gyulai Pál, Kecskeméthy Aurél, Pompéry János és Hevesi Lajos írtak bele, de dolgozott a lapnak Arany János is. 
Első rajzolói a bécsi Kollarz és Katzler volt, később az ő helyükre lép az abban az időben huzamosabb ideig Magyarországon tartózkodó, zseniális Karel Klic. Az ő művészeti vezetését követően pedig az ugyancsak virtuóz Jankó János, majd Faragó József volt a lap főrajzolója. Garay Ákos és Homicskó Athanáz után Bér Dezső lett a lap művészeti vezetője, mellette a később külföldön nagy karriert befutó Major Henrik, valamint Mühlbeck Károly, Pólya Tibor és Zórád Géza működött. 1917–1918-ban (májusig bezárólag) Karinthy Frigyes a lap főmunkatársaként szerepelt a szerkesztőségi impresszumban.
Bér Dezső halála után Gáspár Antal lett a hetilap művészeti vezetője. Az újság korának vezető élclapja volt, Az Üstökös cíművel egyetemben, amit Jókai alapított. Nem egy Karel Klic-karikatúra innét – a külföld számára kissé kiejthetetlen című lap hasábjairól – vált világhírűvé, mint például a porosz császárról készült karikatúra.
Az 1870-es évek végéig a Gyulai Pál által „írói consorcium”-nak nevezett társaság élclapja volt, ami főképpen a Kávéforrás nevű kávéházban jött össze. Az első évek állandó gárdáját a lap alapítása idején húsz-egynéhány éves, tehetséges és felkészült polgári értelmiségi fiatalok alkották. Ám a hozzájuk fűzött reményeket mégsem válthatják be: néhányan fiatalon meghaltak, a többség szétszóródik, s egyéni úton futnak be – deformálódott – karriert. Köztük találni Berczik Árpádot, Toldy Istvánt, Márkus Istvánt és a műfordítóvá, sőt később a báróságig is karriert csináló Dóczy (Dux) Lajost.
Jankó János rajzolót akkoriban lefoglalják a baloldali élclapok, ezért az első időktől fogva a lap egyik legnagyobb gondja a karikaturista személye. Végül a cseh Karel Klic személyében találják meg, aki a rajzaival évekre biztosítja a lap vonzerejét, és évtizedekre kijelöli annak helyét az élvonalban. Ám 1870. május 1-jétől Klic neve eltűnik a Borsszem Jankóról, bár néhány kép – kizárólagosan címlap – még az ő neve alatt fut. 1870. október 9-étől pedig már a címlap-portrékat is Jankó János készíti.
A Borsszem Jankó szellemisége eleinte friss, fiatalos, elegáns humorú. Később a fiatalos frissesség eltűnik, bár mindvégig megőrzi vitriolos élcelődőkedvét, és ezáltal a 19. század egyik legnépszerűbb hazai élclapjává lesz. Az első világháborút követően a lap példányszáma jelentősen lecsökken, a jelentőségével párhuzamosan – akkor már többnyire csak rangos múltjából él.
A társadalom tipikus figuráit, viszonyait kifigurázói írások mellett számtalan karikatúrát is közölt, sőt a rajzai kvalitásaival, a grafikusaival a kor egyik meghatározó „intézményévé” válik. Számos festőnek, grafikusnak – vagy ahogy akkoriban hívták, rajzolóművésznek – ad állandó és biztos kenyeret, megélhetést. A kor számos kimagasló hazai rajzolójának a pályája startol a Borsszem Jankó szerkesztőségéből, mint például a Vanek Józsefé, a már említett Major Henriké, vagy az ugyancsak cseh származású, Brünnben született Kóber Leóé, de mások, mint például Vadász Miklós, Linek Lajos vagy Vértes Marcell, de az idősebb generációhoz tartozó Jeney Jenő Béla festőművész és illusztrátor pályája is szorosan kötődik a laphoz. Márk Lajos, az ismert festő is számos karikatúráját helyezte el egy-egy lapszámban. 
A kor egyik legnagyobb tehetsége, a tragikusan rövid életű Faragó József grafikusművész számára is a Kakas Márton és a Borsszem Jankó jelenti a megélhetést München, Párizs és Amerika után idehaza. (Ő a 19. század végének, a 20. század elejének alkalmazott grafikája terén a négy legkiválóbbhoz tartozik hazánkban, Mühlbeck Károllyal, Jankó Jánossal, Bér Dezsővel vetekedve a képzeletbeli elsőség terén.) A lap húzóerővel bírt a magyar alkalmazott grafika, a reklámgrafika terén, lehetővé téve, hogy több évtizedes lemaradásából felzárkózzon Európa legjobbjai közé, legalábbis a művészi kivitel, az eredeti ötlet és a sablonok, sémák elhagyását követő, intellektuális megfogalmazás vonatkozásaiban.
1938-ban jelent meg utoljára. Népszerűségéből már az 1920-as években sokat veszített.

## Az újság állandó figurái

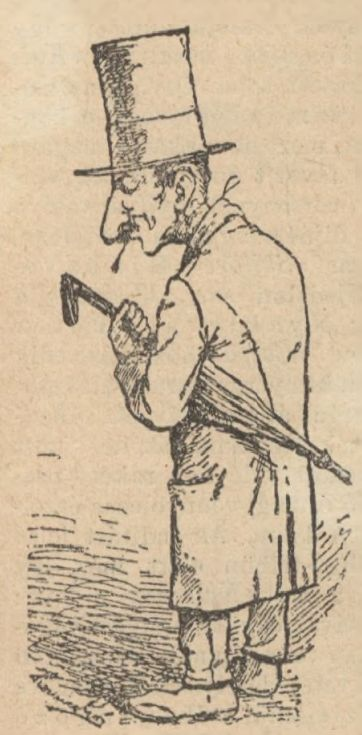
Sanyaró Vendel

- dr. Hombár Mihály (védbeszédeit abszurd kifogásokra építő ügyvéd)
- Lengenádfalvay Kotlik Zirzabella (dúskeblű honleány, szélbali honhölgy)
- Mihaszna András (rendőr – székes-fölvárasi m. k. röndér)
- Mokány Berci, dömbszögi és bugaczi nömös (vidéki földesúr)
- főtiszt Reb. Menákem Cziczeszbeiszer (szörnyü átkozódásokat jiddis beütésű magyar nyelven szóró rabbi)
- Sanyaró Vendel (köztisztviselő)
- Seiffensteiner Solomon (a csavaros eszű zsidó kisember – az "adomázó rezonőr")[1]
- Spitzig Iczig (ischmeretesch hazaphi és tscholádapa)
- Tömb Szilárd (professzor)
- mucsaiak (elmaradt vidékiek)

## Szerzők

Horánszky Nándor és Szilágyi Dezső képviselőházi csatája 1891-ből

Íróként, többek között:
- Abonyi Lajos
- Ábrányi Kornél
- Ágai Adolf
- Ambrus Zoltán
- Berczik Árpád
- Dóczy Lajos
- Ebeczky Emil
- Hevesi Lajos
- Kozma Andor
- Mikszáth Kálmán
- Rákosi Jenő
- Reiniger Simon
- Somlyó Zoltán

Rajzolóként:
- Jankó János
- Bér Dezső
- Kalivoda Kata
- Homicskó Atanáz
- Fényes Adolf
- Faragó József
- Garay Ákos